# Montdauphin
Pour l’article homonyme, voir Mont-Dauphin.
Montdauphin est une commune française du département de Seine-et-Marne.

## Géographie

### Localisation
Cette commune rurale d'ancienne tradition agricole est située dans la Brie champenoise, sur un plateau dominant la vallée du Petit Morin, à 28,4 kilomètres à l’est de Coulommiers.

### Communes limitrophes
|          | Vendières (Aisne) |                                                                           |

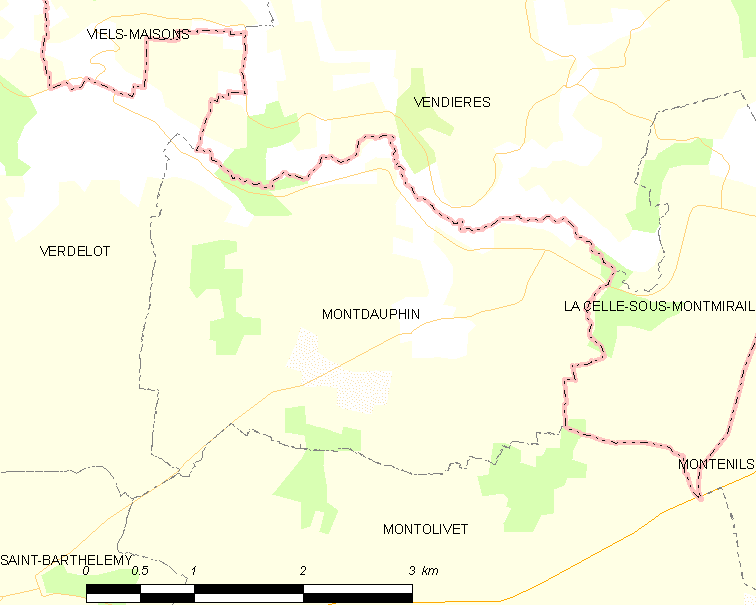
Carte des communes limitrophes de Montdauphin.

| Verdelot | Montdauphin       | La Celle-sous-Montmirail (Aisne) (Cne deléguée de Dhuys-et-Morin-en-Brie) |
|          | Montolivet        |                                                                           |

### Hydrographie

#### Réseau hydrographique

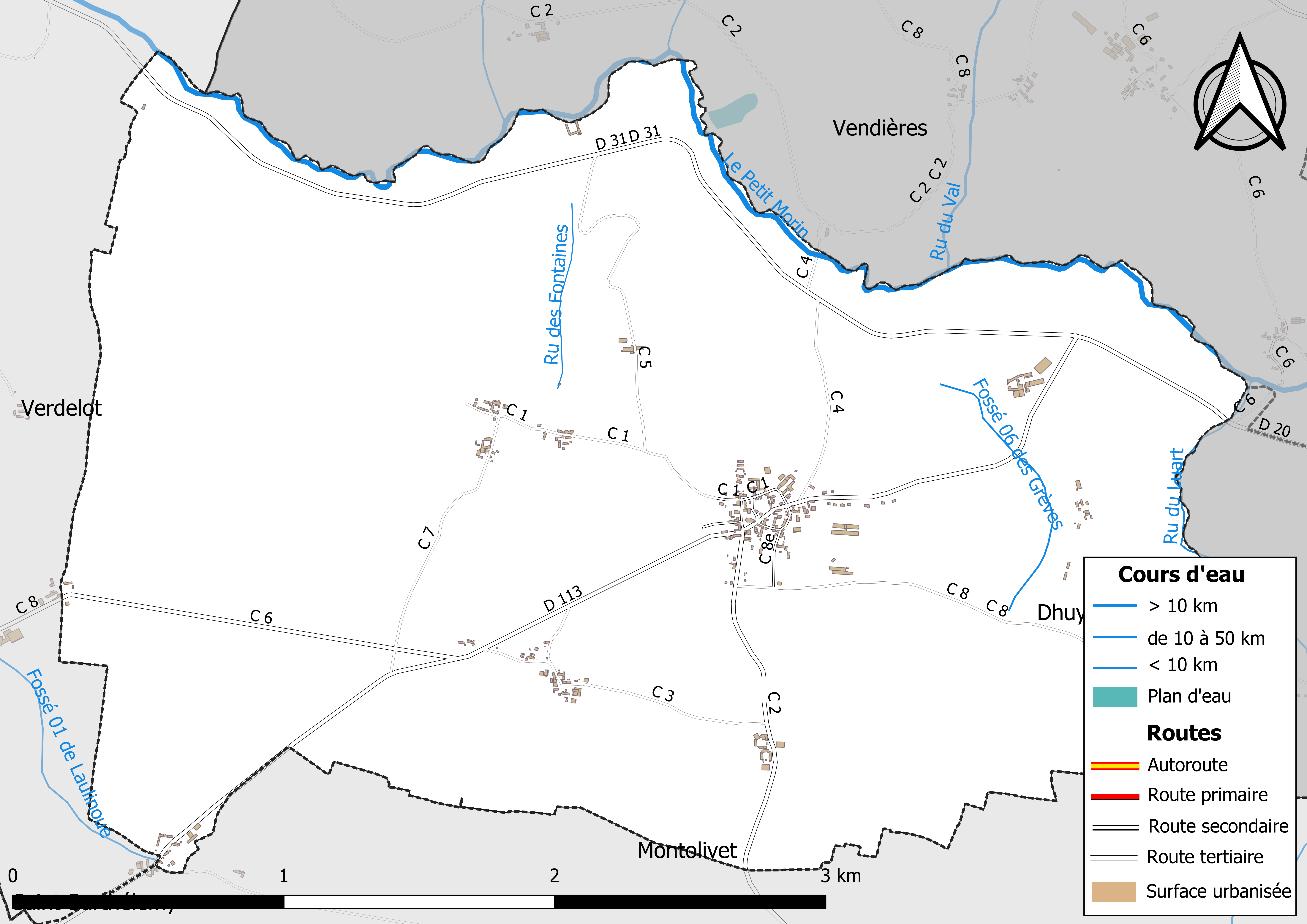
Carte des réseaux hydrographique et routier de Montdauphin.

Le réseau hydrographique de la commune se compose de quatre cours d'eau référencés :
- la rivière le Petit Morin, long de 86,33 km[1], affluent de la Marne en rive gauche ;
  - le ru du Luart ou ru de Montolivet, 2,98 km[2], affluent du Petit Morin ;
- le ru des Fontaines, 0,72 km[3],[Note 1] ;
- le fossé 06 des Grèves, 1,10 km[4].

La longueur totale des cours d'eau sur la commune est de 4,91 km.

#### Gestion des cours d'eau
Afin d’atteindre le bon état des eaux imposé par la Directive-cadre sur l'eau du 23 octobre 2000, plusieurs outils de gestion intégrée s’articulent à différentes échelles : le SDAGE, à l’échelle du bassin hydrographique, et le SAGE, à l’échelle locale. Ce dernier fixe les objectifs généraux d’utilisation, de mise en valeur et de protection quantitative et qualitative des ressources en eau superficielle et souterraine. Le département de Seine-et-Marne est couvert par six SAGE, au sein du bassin Seine-Normandie.
La commune fait partie du SAGE « Petit et Grand Morin », approuvé le 21 octobre 2016. Le territoire de ce SAGE comprend les bassins du Petit Morin (630 km2) et du Grand Morin (1 185 km2). Le pilotage et l’animation du SAGE sont assurés par le syndicat mixte d'aménagement et de gestion des Eaux (SMAGE) des 2 Morin, qualifié de « structure porteuse ».

### Climat
Pour des articles plus généraux, voir Climat de l'Île-de-France et Climat de Seine-et-Marne.
En 2010, le climat de la commune est de type climat océanique dégradé des plaines du Centre et du Nord, selon une étude du CNRS s'appuyant sur une série de données couvrant la période 1971-2000. En 2020, Météo-France publie une typologie des climats de la France métropolitaine dans laquelle la commune est exposée à un climat océanique altéré et est dans la région climatique Nord-est du bassin Parisien, caractérisée par un ensoleillement médiocre, une pluviométrie moyenne régulièrement répartie au cours de l’année et un hiver froid (3 °C).
Pour la période 1971-2000, la température annuelle moyenne est de 10,3 °C, avec une amplitude thermique annuelle de 15 °C. Le cumul annuel moyen de précipitations est de 763 mm, avec 12,2 jours de précipitations en janvier et 8,3 jours en juillet. Pour la période 1991-2020, la température moyenne annuelle observée sur la station météorologique la plus proche, située sur la commune d'Esternay à 16 km à vol d'oiseau, est de 10,9 °C et le cumul annuel moyen de précipitations est de 780,5 mm,. Pour l'avenir, les paramètres climatiques de la commune estimés pour 2050 selon différents scénarios d'émission de gaz à effet de serre sont consultables sur un site dédié publié par Météo-France en novembre 2022.

### Milieux naturels et biodiversité
Aucun espace naturel présentant un intérêt patrimonial n'est recensé sur la commune dans l'inventaire national du patrimoine naturel,,.

## Urbanisme

### Typologie
Au 1er janvier 2024, Montdauphin est catégorisée commune rurale à habitat dispersé, selon la nouvelle grille communale de densité à sept niveaux définie par l'Insee en 2022.
Elle est située hors unité urbaine. Par ailleurs la commune fait partie de l'aire d'attraction de Paris, dont elle est une commune de la couronne,. Cette aire regroupe 1 929 communes,.

### Lieux-dits et écarts
La commune compte 117 lieux-dits administratifs répertoriés consultables ici (source : le fichier Fantoir).
Montdauphin comprend, outre le village lui-même, les hameaux et lieux-dits des Boblins, du Bois-Guyot, du Bois-Retz, du Buisson, de Courtaye, de Fouchicourt, de Laulinoue, d`Ormoy-le-Bas, d`Ormoy-le-Haut et de Vaumartin.

### Occupation des sols
L'occupation des sols de la commune, telle qu'elle ressort de la base de données européenne d’occupation biophysique des sols Corine Land Cover (CLC), est marquée par l'importance des territoires agricoles (92,4 % en 2018), une proportion identique à celle de 1990 (92,4 %). La répartition détaillée en 2018 est la suivante : 
terres arables (76,7% ), prairies (9,2% ), forêts (7,6% ), zones agricoles hétérogènes (6,4 %).
Parallèlement, L'Institut Paris Région, agence d'urbanisme de la région Île-de-France, a mis en place un inventaire numérique de l'occupation du sol de l'Île-de-France, dénommé le MOS (Mode d'occupation du sol), actualisé régulièrement depuis sa première édition en 1982. Réalisé à partir de photos aériennes, le Mos distingue les espaces naturels, agricoles et forestiers mais aussi les espaces urbains (habitat, infrastructures, équipements, activités économiques, etc.) selon une classification pouvant aller jusqu'à 81 postes, différente de celle de Corine Land Cover,,. L'Institut met également à disposition des outils permettant de visualiser par photo aérienne l'évolution de l'occupation des sols de la commune entre 1949 et 2018.

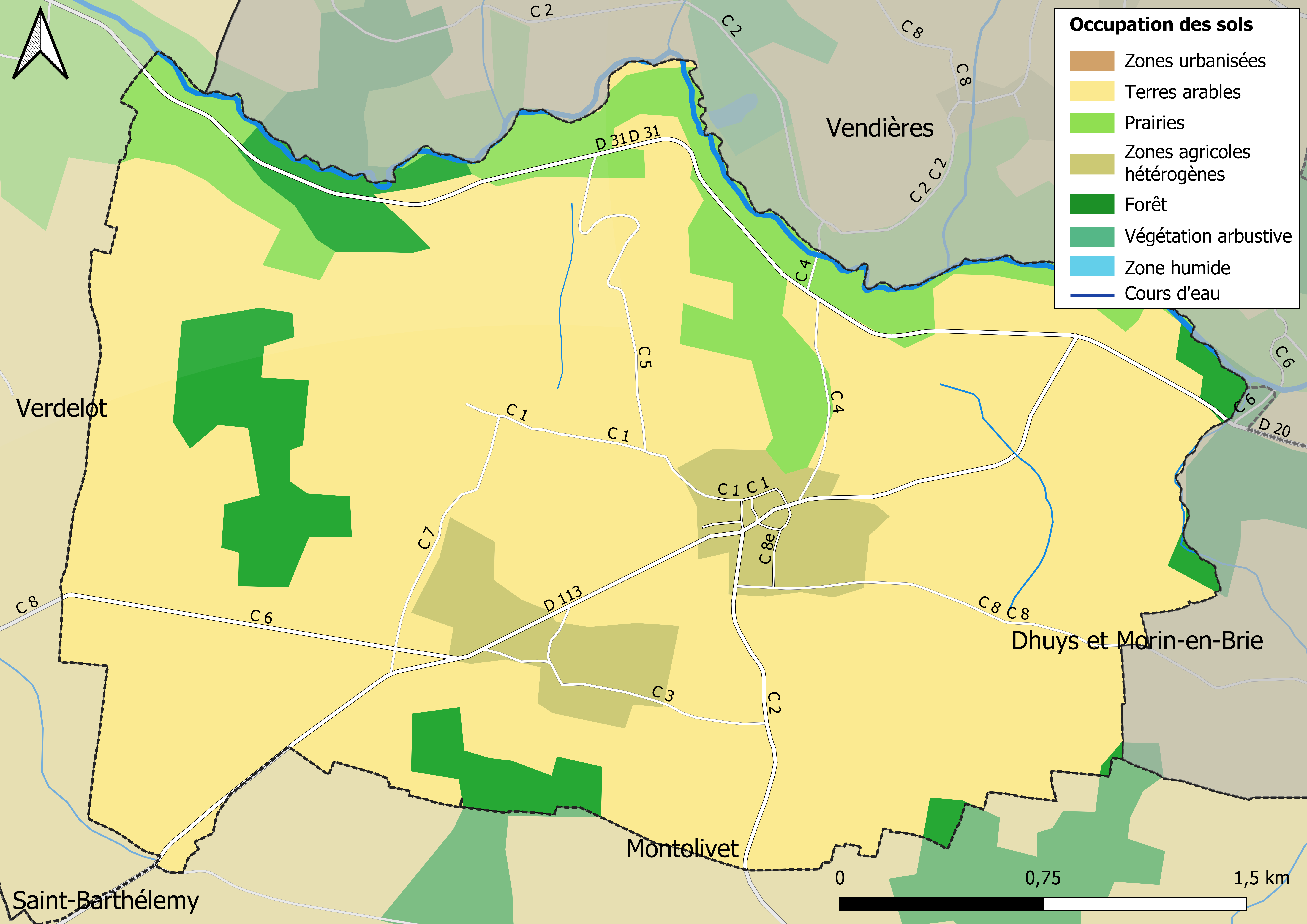
Carte des infrastructures et de l'occupation des sols en 2018 (CLC) de la commune.
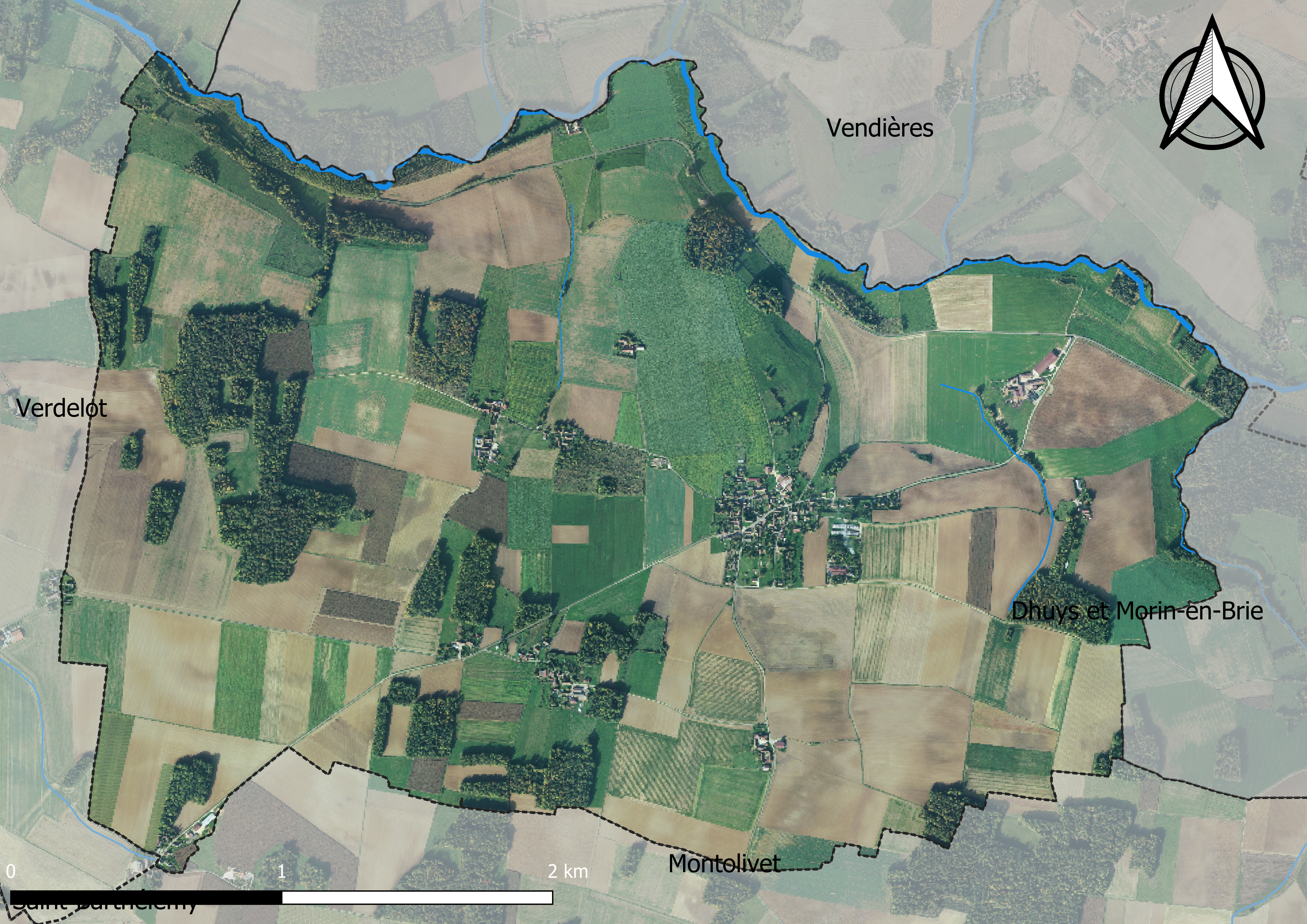
Carte orhophotogrammétrique de la commune.

### Planification
La commune disposait en 2019 d'un plan local d'urbanisme en révision. Le zonage réglementaire et le règlement associé peuvent être consultés sur le Géoportail de l'urbanisme.

### Logement
En 2017, le nombre total de logements dans la commune était de 123 dont 97,5 % de maisons et 2,5 % d'appartements.
Parmi ces logements, 76 % étaient des résidences principales, 17,4 % des résidences secondaires et 6,6 % des logements vacants.
La part des ménages fiscaux propriétaires de leur résidence principale s'élevait à 80,4 % contre 17,4 % de locataires et 2,2 % logés gratuitement.

## Toponymie
Le nom de la localité est mentionné sous les formes Mons Dalphin vers 1230 ; elle fut renommée Mont Saint Loup en 1793.
L'origine de cette appellation demeure inconnue ; elle n'a, semble-t-il, aucun lien avec la province historique du Dauphiné, rattachée au royaume de France en 1349, ni avec le titre de « Dauphin » donné après cette date au fils du roi de France. Il faut plutôt envisager qu'il s'agit du nom de l'un des premiers seigneurs du lieu, Delphinus.

## Histoire
Au XVIIe siècle, la paroisse relevait du prieuré de Saint-Martin de la Ferté-Gaucher, qui lui même dépendait de la riche abbaye de Saint-Jean-des-Vignes de Soissons. À la fin de ce siècle, on y mentionnait des terres appartenant à l'abbaye de Sézanne. À la même époque, étaient recensés divers lieux - un « Langis », le Boirets (Bois-Retz), le Bois Guyot et Courté (Courtaye) -, dépendant du château de Tigecourt, près de Montmirail. Cette seigneurie fut détenue au Moyen Âge par une famille noble de Tigecourt, mal connue, puis au début du XVIe siècle  par Jean Balhan, marchand anobli de Château-Thierry qui rebâtit le château (dont il ne subsiste aujourd'hui qu'une tour d'angle datant de la fin du XVIe siècle); elle passa ensuite par mariage à la famille de La Croix (branche des barons de Plancy et des vicomtes de Semoine, en Champagne) puis, toujours par mariage, aux Guénégaud, qui se distingua au milieu du XVIIe siècle, avant d'être acquise en 1685 par Louvois, déjà seigneur de Montmirail.
En 1771, Montdauphin était une paroisse relevant de l'archidiaconé et doyenné de Sézanne dans l'évêché de Troyes, le prieur de La Ferté-Gaucher étant collateur et décimateur. Le seigneur était celui de Montmirail, un membre de la famille Le Tellier, descendant de Louvois. Pour la justice, Montdauphin était du ressort du Parlement de Paris et pour l'administration, du bailliage de Château-Thierry et de l'intendance de Châlons.
Le village semble avoir accueilli favorablement la Révolution française : le nom du village, rappelant trop l'héritier du trône de France, fut changé en « Mont-Pelletier », probablement du nom de l'aristocrate révolutionnaire Lepeletier de Saint-Fargeau. Selon d'autres sources, le village n'aurait en fait porté que le nom de « Mont Saint-Loup ». Par ailleurs, le curé de Montdauphin en 1791, l'abbé Lion, était acquis aux idées révolutionnaires et rédigea un Abrégé des merveilles de l'Assemblée nationale grâce auquel il espérait être élu sur le siège épiscopal de Meaux afin de remplacer l'évêque Camille de Polignac, qui avait émigré ; il n'obtint cependant aucune voix. Enfin, d'après une tradition locale rapportée par un instituteur du village à la fin du XIXe siècle, Édouard Bourgeoisat, les archives communales de l'Ancien Régime comprenant les titres féodaux auraient été dérobées par la population révoltée au château de Domart, demeure aujourd'hui détruite de la famille Lefebvre de Maurepas, et brûlées devant l'église de Montdauphin.
En 1814, les habitants purent observer du village la bataille de Montmirail-Marchais qui se déroulait sur le plateau de l'autre côté du Petit Morin. Il s'agit de l'une des dernières victoires de Napoléon Ier, qui y défit les armées russes et prussiennes dans le cadre de la Campagne de France.
Un premier instituteur s’installa à Montdauphin en 1822 et un local spécial fut affecté à l’instruction. Auparavant, pendant les mois d'hiver, un bonnetier dispensait chez lui des leçons aux enfants de la commune, contre quelques sous. En 1845, une mairie-école plus grande fut construite, ainsi qu’un logement pour l’instituteur.
Situé à l'écart des grands axes de communication, le village disposait jadis d'une gare, située en contrebas dans la vallée du Petit-Morin, sur la ligne de La-Ferté-sous-Jouarre à Montmirail, ouverte en 1889 et fermée en 1947 : le train mettait alors Montdauphin à vingt minutes de Montmirail et à deux heures « seulement » de la Ferté-sous-Jouarre. Une « rue de la Gare » garde le souvenir de cette époque. Un autocar de Paris à Montmirail prit le relais après la dernière guerre, avant de disparaître à son tour. Désormais, la commune n'est desservie que par des cars de ramassage scolaire.
L'électrification du village fut réalisée en 1933, les travaux ayant été financés en partie par la vente de l'ancienne école-mairie (une nouvelle mairie avec école attenante et logement pour l'instituteur fut édifiée en 1921). En 1934, la carriole à cheval chargée de la distribution du courrier disparut et fut remplacée par un circuit de poste automobile rurale. Le presbytère fut vendu en 1926, le village n'ayant plus de curé en résidence depuis la fin de la guerre : le dernier prêtre, qui desservait également la paroisse de Montolivet, fut mobilisé en 1914 comme aumônier et ne fut jamais remplacé. L'église fut dès lors desservie depuis Verdelot.
La mécanisation de l'agriculture a considérablement fait baisser le nombre d'habitants de la commune - quasiment de moitié entre 1911 et 1990. La tendance s'est inversée ces dernières années - permettant même le maintien d'une école maternelle dans le village.

## Politique et administration

### Rattachements administratifs et électoraux

#### Rattachements administratifs
La commune se trouve depuis 1926 dans l'arrondissement de Meaux du département de la Seine-et-Marne.
Elle faisait partie depuis 1793 du canton de Rebais. Dans le cadre du redécoupage cantonal de 2014 en France, cette circonscription administrative territoriale a disparu, et le canton n'est plus qu'une circonscription électorale.

#### Rattachements électoraux
Pour les élections départementales, la commune fait partie depuis 2014 du canton de Coulommiers
Pour l'élection des députés, elle fait partie de la quatrième circonscription de Seine-et-Marne.

### Intercommunalité
Montdauphin était membre de la communauté de communes de la Brie des Morin, un établissement public de coopération intercommunale (EPCI) à fiscalité propre créé fin 2010.
Dans le cadre des dispositions de la loi portant nouvelle organisation territoriale de la République (Loi NOTRe) du 7 août 2015, qui prévoit que les établissements publics de coopération intercommunale (EPCI) à fiscalité propre doivent avoir un minimum de 15 000 habitants (et 5 000 habitants en zone de montagnes), cette intercommunalité a fusionné avec la petite Communauté de communes du Cœur de la Brie pour forùer, le 1er janvier 2017, la communauté de communes des Deux Morin, dont est désormais membre la commune.

### Liste des maires
| Période                                  | Période   | Identité            | Étiquette | Qualité                                                      |
| ---------------------------------------- | --------- | ------------------- | --------- | ------------------------------------------------------------ |
| Les données manquantes sont à compléter. |           |                     |           |                                                              |
| ?                                        | 1992      | M. Bony             |           |                                                              |
| 1992                                     | mars 2001 | Bernard Delorozoy   |           |                                                              |
| mars 2001                                | En cours  | Philippe de Vestele |           | Agriculteur Vice-président de la CC des Deux Morin (2020 → ) |

## Équipements et services

### Eau et assainissement
L’organisation de la distribution de l’eau potable, de la collecte et du traitement des eaux usées et pluviales relève des communes. La loi NOTRe de 2015 a accru le rôle des EPCI à fiscalité propre en leur transférant cette compétence. Ce transfert devait en principe être effectif au 1er janvier 2020, mais la loi Ferrand-Fesneau du 3 août 2018 a introduit la possibilité d’un report de ce transfert au 1er janvier 2026,.

#### Assainissement des eaux usées
En 2020, la commune de Montdauphin ne dispose pas d'assainissement collectif,.
L’assainissement non collectif (ANC) désigne les installations individuelles de traitement des eaux domestiques qui ne sont pas desservies par un réseau public de collecte des eaux usées et qui doivent en conséquence traiter elles-mêmes leurs eaux usées avant de les rejeter dans le milieu naturel. Le Syndicat mixte d'assainissement du Nord-Est  (SIANE) assure pour le compte de la commune le service public d'assainissement non collectif (SPANC), qui a pour mission de vérifier la bonne exécution des travaux de réalisation et de réhabilitation, ainsi que le bon fonctionnement et l’entretien des installations,.

#### Eau potable
En 2020, l'alimentation en eau potable est assurée par le syndicat de l'Eau de l'Est seine-et-marnais (S2E77) qui gère le service en régie,,.

## Population et société
L'évolution du nombre d'habitants est connue à travers les recensements de la population effectués dans la commune depuis 1793. Pour les communes de moins de 10 000 habitants, une enquête de recensement portant sur toute la population est réalisée tous les cinq ans, les populations de référence des années intermédiaires étant quant à elles estimées par interpolation ou extrapolation. Pour la commune, le premier recensement exhaustif entrant dans le cadre du nouveau dispositif a été réalisé en 2005.

En 2022, la commune comptait 237 habitants, en évolution de −3,27 % par rapport à 2016 (Seine-et-Marne : +3,92 %, France hors Mayotte : +2,11 %).
| 1793 | 1800 | 1806 | 1821 | 1831 | 1836 | 1841 | 1846 | 1851 |
| ---- | ---- | ---- | ---- | ---- | ---- | ---- | ---- | ---- |
| 250  | 289  | 314  | 310  | 320  | 329  | 313  | 314  | 339  |

| 1856 | 1861 | 1866 | 1872 | 1876 | 1881 | 1886 | 1891 | 1896 |
| ---- | ---- | ---- | ---- | ---- | ---- | ---- | ---- | ---- |
| 320  | 321  | 352  | 332  | 342  | 310  | 304  | 312  | 283  |

| 1901 | 1906 | 1911 | 1921 | 1926 | 1931 | 1936 | 1946 | 1954 |
| ---- | ---- | ---- | ---- | ---- | ---- | ---- | ---- | ---- |
| 291  | 287  | 300  | 265  | 251  | 247  | 238  | 206  | 196  |

| 1962 | 1968 | 1975 | 1982 | 1990 | 1999 | 2005 | 2006 | 2010 |
| ---- | ---- | ---- | ---- | ---- | ---- | ---- | ---- | ---- |
| 181  | 172  | 199  | 178  | 157  | 184  | 207  | 212  | 231  |

| 2015 | 2020 | 2022 | - | - | - | - | - | - |
| ---- | ---- | ---- | - | - | - | - | - | - |
| 243  | 236  | 237  | - | - | - | - | - | - |

## Économie

### Secteurs d'activité

#### Agriculture
Montdauphin est dans la petite région agricole dénommée la « Brie laitière » (anciennement Brie des étangs), une partie de la Brie à l'est de Coulommiers. En 2010, l'orientation technico-économique de l'agriculture sur la commune est la polyculture et le polyélevage.
Si la productivité agricole de la Seine-et-Marne se situe dans le peloton de tête des départements français, le département enregistre un double phénomène de disparition des terres cultivables (près de 2 000 ha par an dans les années 1980, moins dans les années 2000) et de réduction d'environ 30 % du nombre d'agriculteurs dans les années 2010. Cette tendance se retrouve au niveau de la commune où le nombre d’exploitations est passé de 18 en 1988 à 13 en 2010. Parallèlement, la taille de ces exploitations augmente, passant de 50 ha en 1988 à 55 ha en 2010.
Le tableau ci-dessous présente les principales caractéristiques des exploitations agricoles de Montdauphin, observées sur une période de 22 ans : 
|                                      | 1988 | 2000 | 2010 |
| ------------------------------------ | ---- | ---- | ---- |
| Dimension économique,                |      |      |      |
| Nombre d’exploitations (u)           | 18   | 14   | 13   |
| Travail (UTA)                        | 32   | 21   | 12   |
| Surface agricole utilisée (ha)       | 908  | 750  | 718  |
| Cultures                             |      |      |      |
| Terres labourables (ha)              | 771  | 658  | 648  |
| Céréales (ha)                        | 536  | 461  | 423  |
| dont blé tendre (ha)                 | 280  | 305  | 289  |
| dont maïs-grain et maïs-semence (ha) | 81   | 62   | 76   |
| Tournesol (ha)                       | 20   |      | s    |
| Colza et navette (ha)                | 42   | s    | s    |
| Élevage                              |      |      |      |
| Cheptel (UGBTA)                      | 644  | 556  | 759  |

## Culture locale et patrimoine

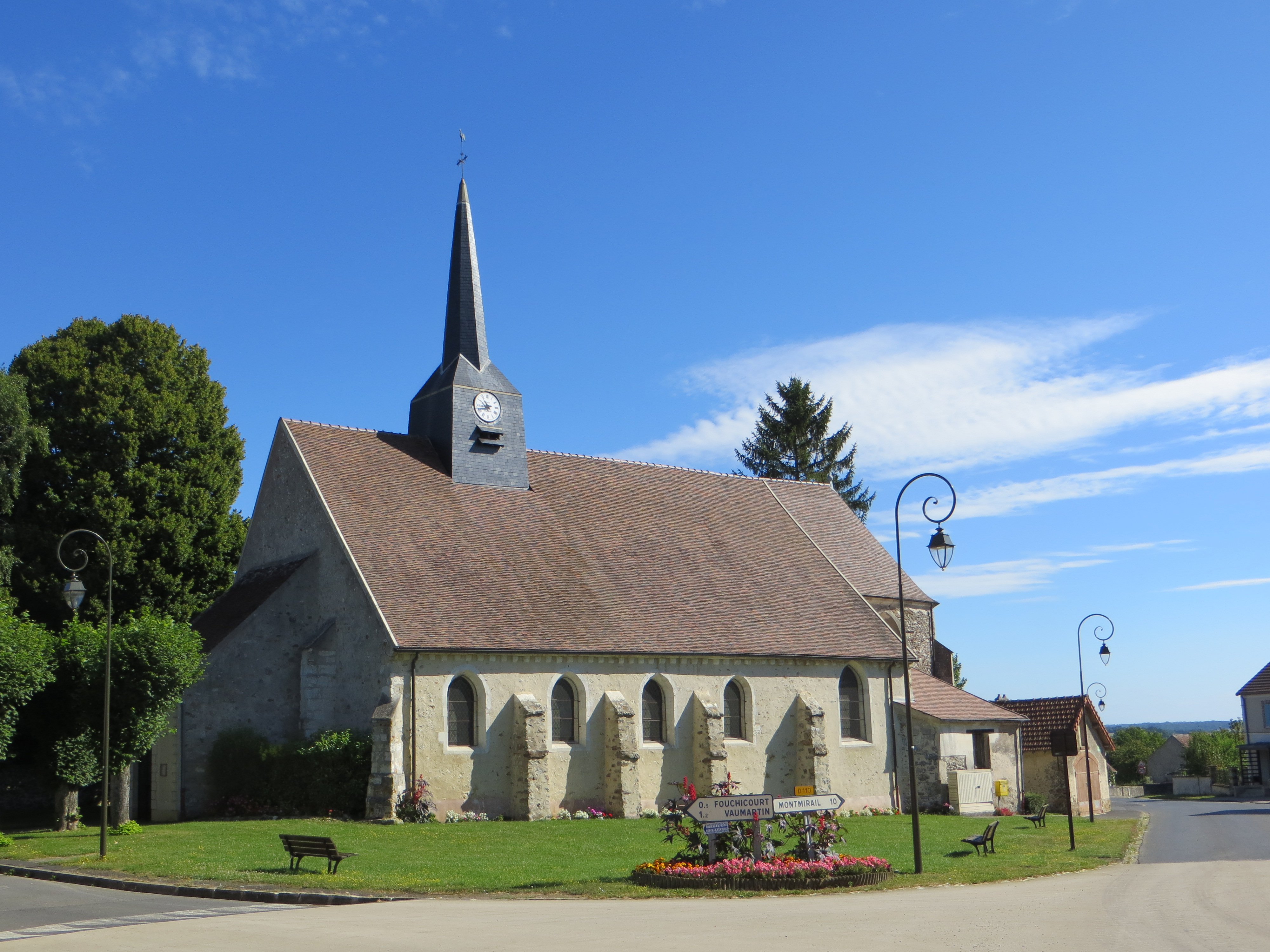
L'église Saint-Loup.

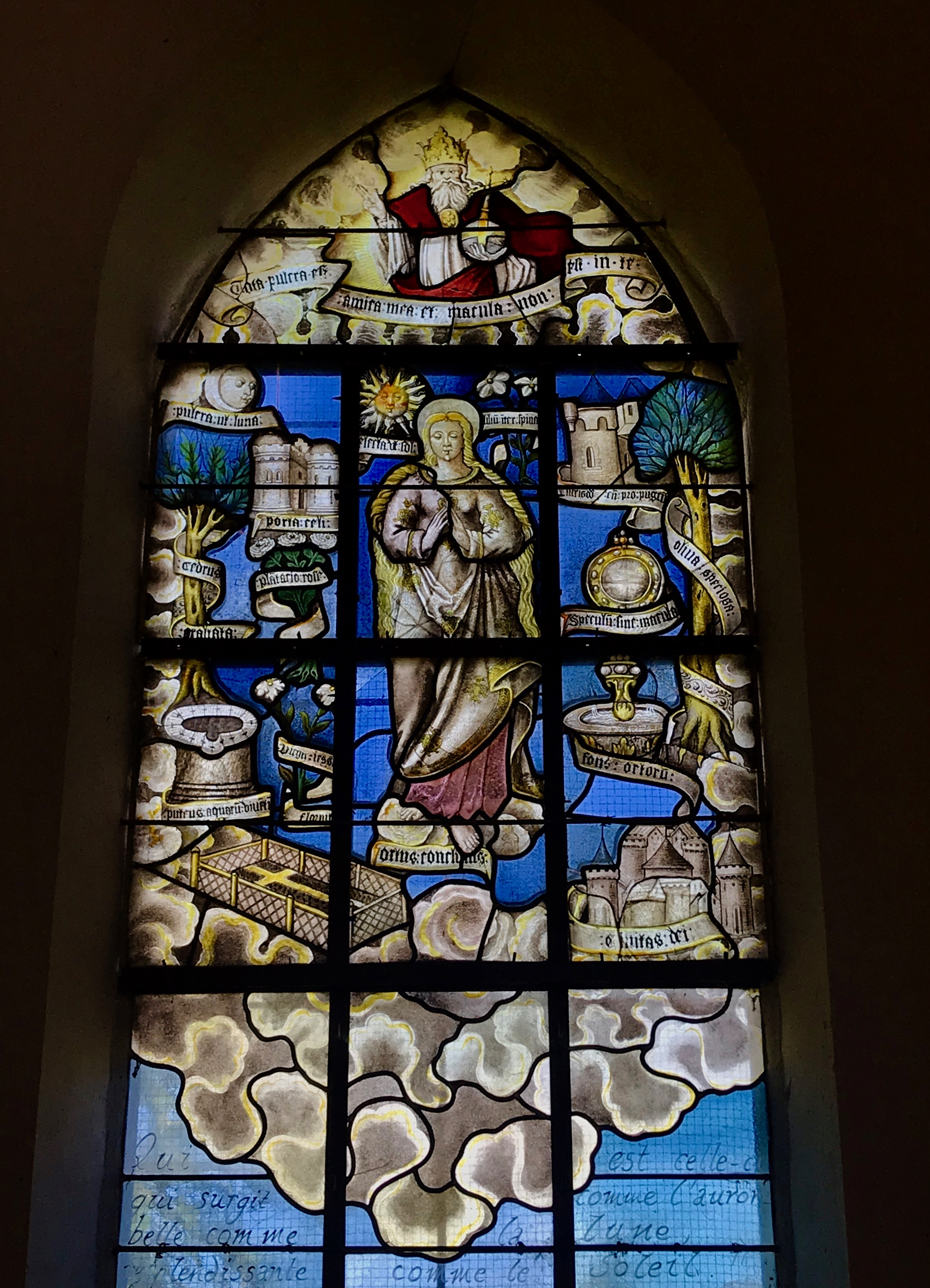
Vitrail des litanies de la Vierge - Champagne, XVIe siècle. Montdauphin, église Saint-Loup.

### Lieux et monuments
- L'église Saint-Loup - premièrement consacrée à saint Antoine - a été presque entièrement reconstruite au XVIe siècle.

Elle se composait à l'origine d'une nef de cinq travées bordée de bas-côtés, se terminant par une abside pentagonale éclairée de larges baies en cintre brisé ; le bas-côté nord a cependant été abattu au XIXe siècle ou en 1924 au plus tard (les sources ne s'accordent pas). Le chœur a conservé sa charpente rayonnante d'origine : elle date de la fin du Moyen Âge. La charpente de la nef est quant à elle plus tardive, elle ne peut être datée d'avant le XVIIIe siècle. Mal conçue, elle est sans doute à l'origine de la fragilisation et de la démolition subséquente du bas-côté nord. Cet édifice au caractère rustique est sommé d'un petit campanile en ardoise, où une horloge a été installée.

Le chœur de l'église est ceint de boiseries du XVIIIe siècle ; le maître-autel, en bois ouvragé et peint, est de facture locale et date de la même époque. On devine encore à un endroit, sur le côté droit du chœur, la trace d'une litre funéraire, aux armes de la famille Le Tellier de Louvois, seigneurs de Montmirail et donc des terres de Montdauphin jusqu'à la Révolution française. L'église abrite, dans la chapelle de la Vierge réchappée de la destruction du bas-côté nord, un vitrail champenois du XVIe siècle, aux tons brun, or et azur sur le thème des litanies de la Vierge de Lorette : une Vierge majestueuse est entourée de figurations de ses noms litaniques - tel hortus conclusus : « jardin clos »- et surmontée par une représentation de Dieu le Père. Il n'est pas certain que le vitrail se soit toujours trouvé dans l'église : sa présence n'y est attestée que depuis 1919. Dans le collatéral sud, la chapelle dédiée à saint Loup comporte un tableau ancien en piètre état représentant saint Loup, archevêque de Sens au VIIe siècle, faisant face à un chef barbare Hun. L'église conserve aussi quelques gravures anciennes (notamment un Saint Michel terrassant le dragon), plusieurs charmantes statues polychromes des XVIe et XVIIe siècles (deux Christ en croix, une Vierge à l'Enfant, un saint Thibaut, un saint Eutrope, deux saints évêques et surtout une statue de saint Fiacre portant une bêche : c'est le patron de la Brie et des jardiniers), ainsi que des reliques de saint Gaudens, d'une sainte Marguerite et de sainte Félicienne, offertes à l'église au XVIIe siècle.